# Содова сировина
Со́дова сировина́ — природні мінеральні утворення, що містять у собі вуглекислий натрій, з яких економічно доцільно отримувати кальциновану чи каустичну соду в промислових масштабах.

## Опис
Розрізняють 2 групи содової сировини. У першу групу входять родовища власне природної соди, представлені гірськими породами з великою кількістю мінералів, які містять карбонати і бікарбонати натрію, до другої належать підземні води содового типу з підвищеним (понад 5 г/л) вмістом карбонатів натрію.
Світове виробництво кальцинованої соди у 1998 році (в дужках дані за 1997 рік) склало (в тис. т): 
- всього — 33495 (32715), в тому числі в країнах
- Західної Європи — 6332 (6233);
- Східної Європи — 4263 (4326);
- Північної Америки — 10873 (10850);
- Латинської Америки — 309 (294);
- Африки і Середнього Сходу — 1201 (911);
- Азії і Океанії — 10517 (10101).

При цьому частка природної соди постійно зростає, досягаючи 1/8 від загального виробництва; 90 % видобутку соди припадає на США. 
Основним споживачем кальцинованої соди є скляна, хімічна промисловість і кольорова металургія, а також целюлозно-паперова, нафтохімічна, нафтопереробна, харчова і медична промисловість..
У 2009 році світове виробництво кальцинованої соди становило близько 35 000 тис. т. В Україні основний продуцент кальцинованої соди — ПАТ «Кримський содовий завод» — понад 2 % світового виробництва соди та до 80 % вітчизняного виробництва.